# Raduga KS-1 Komet

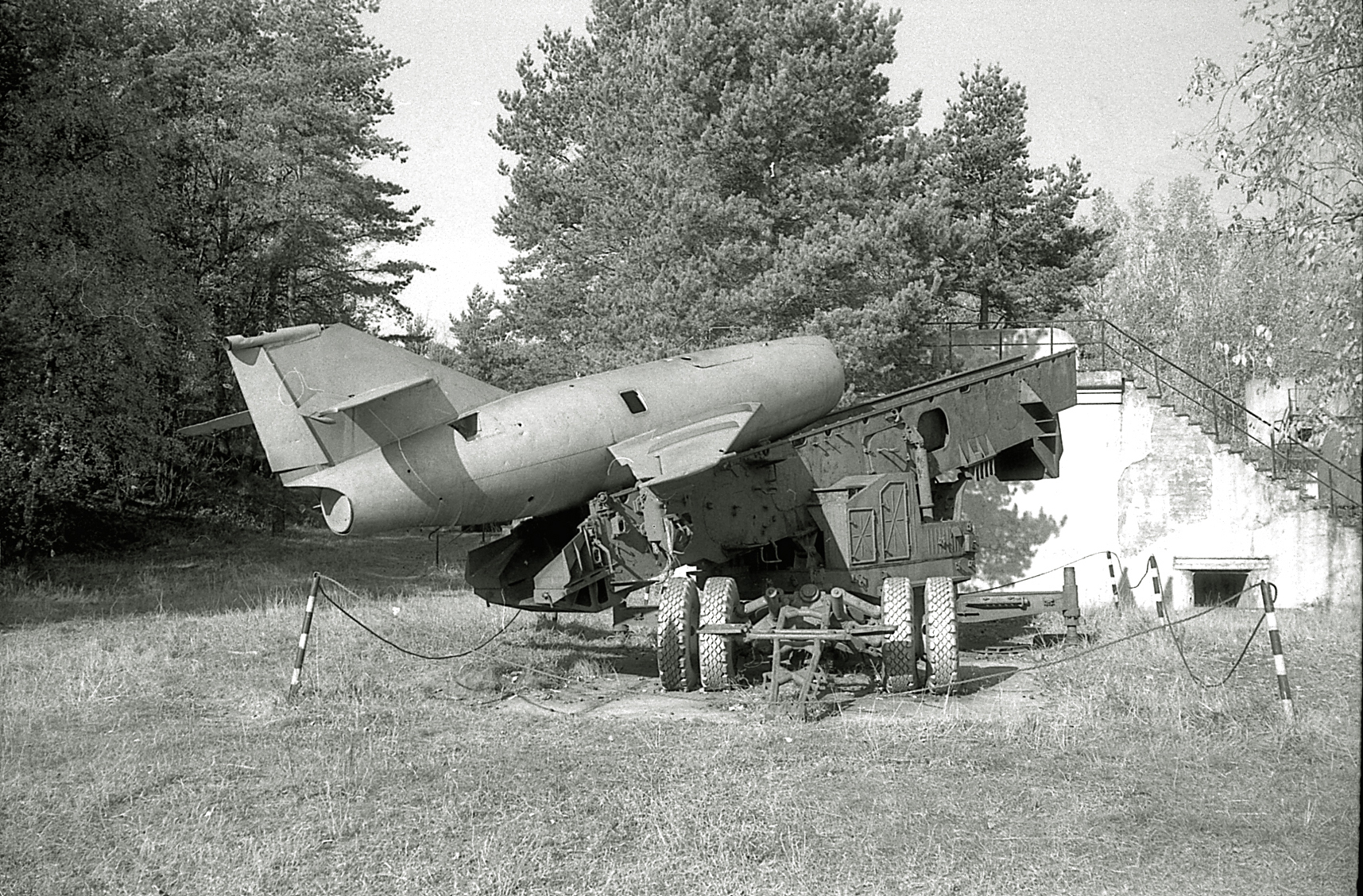
Kustförsvarsroboten S-2 Sopka på en marklavett.

Raduga KS-1 Komet (NATO-rapporteringsnamn AS-1 Kennel) var en flygburen sjömålsrobot som utvecklades i Sovjetunionen i slutet av 1940-talet och början av 1950-talet. Det var Sovjetunionens första flygburna sjömålsrobot.

## Utveckling
Efter andra världskriget försökte Sovjetunionen vidareutveckla det tyska robotvapnet V-1, men med begränsad framgång. För att ta ett samlat tag om robotutvecklingen utfärdade Sovjetunionens ministerråd ett dekret om att en ny konstruktionsbyrå skulle inrättas för att utveckla robotvapen. Konstruktionsbyrån var från början en avknoppning av OKB-155 (Mikojan-Gurevitj) bestående av deras robotavdelning. Chef för den nya konstruktionsbyrån som fick beteckningen OKB-155-2 (ändrades senare till OKB-2) var Sergei Berija (son till Lavrentij Berija).
Orsaken till att man valde att utgå från Mikojan-Gurevitj var deras framgångar med jetdrivna jaktflygplan och förhoppningen att dessa erfarenheter skulle vara användbara för konstruktion av robotvapen. Därför blev det första projektet också en nedskalad version av MiG-15. Tre bemannade testfarkoster kallade Analog byggdes för flygprov. Dessa kunde både starta normalt och släppas från en vapenbalk under vingen på en Tu-4. Även en MiG-9 byggdes om för att testa målsökaren. En av testpiloterna var den berömde Amet-Chan Sultan.
Den första obemannade roboten avfyrades 1952. De enda skillnaderna mellan den och Analog var att landningsstället saknades och att glashuven monterats bort och sittbrunnen ersatts med en sprängladdning. Serieproduktion inleddes 1953. Roboten togs i tjänst 1954 och användes fram till slutet på 1960-talet då de ersattes av Raduga KSR-2.
Även två varianter avsedda att avfyras från marklavetter utvecklades; Dels KFR-1 som var en renodlad kryssningsrobot utan målsökare och enbart tröghetsnavigering. Dels S-2 Sopka som var identisk med den flygburna varianten med undantag för startraketen som monterades under stjärten. S-2 Sopka har exporterats till Polen och Östtyskland.

## Konstruktion
KS-1 har lånat många drag från MiG-15; Det centralt placerade luftintaget, pilvingen och stabilisatorn halvvägs upp på fenan. Den största skillnaden var storleken som är ungefär ¾ av MiG-15. En annan skillnad är de båda ”bulorna”. Den främre ovanför luftintaget är mottagaren för den semiaktiva radarmålsökaren och den bakre i fenans överkant är för fjärrstyrning innan anfallsfasen. Under 1958 infördes ett antal förbättringar som radarhöjdmätare i stället för aneroid, fällbara vingar och mer bränsle vilket ökade räckvidden till 130 km.
Den största nackdelen med KS-1 var målsökaren. Den semiaktiva radarmålsökaren krävde att minst ett flygplan följde målen på radar under anfallsfasen för att målsökaren skulle kunna uppfatta radarekon från målen. Dessutom var målsökaren känslig för störsändning och var relativt enkel att störa ut. KS-1 var trots detta populär inom marinflyget eftersom den tillförde förmågan att från relativt säkert avstånd bekämpa stora fartyg. Roboten fick av bombplansbesättningarna smeknamnet dlinnuju dubinu (långa knölpåken).

## Användning
De första robotarna planerades att sättas in i Koreakriget mot amerikanska hangarfartyg, men Sovjetunionen ingrep aldrig i Koreakriget och endast en division Tu-4:or hade utrustats med KS-1 när vapenstilleståndet undertecknades.
Egyptiska flygvapnet hade tillgång till KS-1-robotar under sexdagarskriget, men dessa förstördes på marken tillsammans med de Tu-16 som skulle bära dem.
Roboten har även exporterats till Indonesien. Skarpa robotar bars av indonesiska flygplan som patrullerade utanför den brittiska flottbasen i Singapore under kriget kriget med Malaysia.